# Вжесневский, Борис
Бо́рис Вжесне́вский (англ. Borys Wrzesnewskyj, bɒrɪs fʃɪsˈnɛvski/; род. 10 ноября 1960 года , Этобико, Онтарио, Канада) — канадский политик и филантроп украинского происхождения.

## Биография
Представитель третьего поколения канадских украинцев, по линии отца имеет польские корни. Окончил публичную школу «Гамберо-Вэлли Вилидж», затем окончил Тринити-колледж при Торонтском университете, получив степень бакалавра коммерции.
С 22 лет является владельцев хлебопекарной фирмы Future Bakery, унаследованной от предков, и молочной фирмы MC Dairy. Включён в список 100 самых успешных предпринимателей провинции Онтарио журнала Ontario Business Journal.
Член Либеральной партии Канады. В 2004 году избран депутатом Палаты общин Канады от округа Этобико-Центр. На выборах 2011 года проиграл кандидату от Консервативной партии Канады Теду Опицу, опередившему его всего на 26 голосов. В марте 2012 года попытался обжаловать результаты выборов в суде, но суд оставил их в силе. На парламентских выборах 2015 года Вжесневский взял реванш над Опицем и вновь стал депутатом .

## Взгляды
Активно поддерживал борьбу за независимость Украины (1988 — 1991) и первые шаги развития независимой Украины. Был членом группы канадских наблюдателей на президентских выборах в Украине 2004 года; нередко выступал в канадских СМИ по этому поводу. Внёс большой вклад в гуманитарную деятельность, в частности в помощь детям в Украине.
Возглавляет в канадском парламенте группу депутатов выступающих за дружбу с Украиной. Выступает за предоставление Канадой Украины летального оборонительного оружия, расширение экономической и технической помощи, а также за более жёсткие санкции против России в связи с аннексией Крыма и поддержкой ДНР и ЛНР. Считает, что ДНР и ЛНР должны быть признаны террористическими организациями на международном уровне.

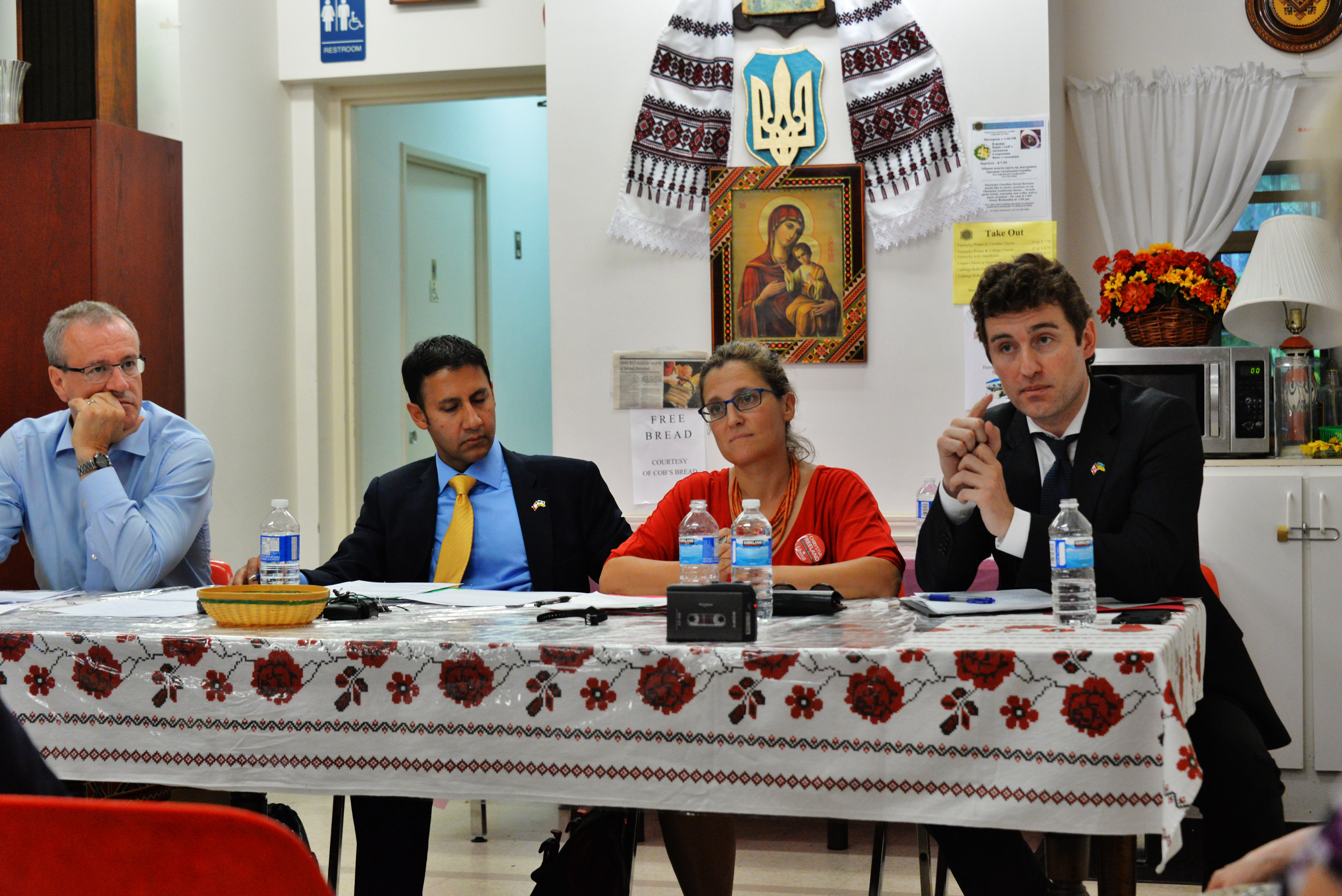
Борис Вжесневский, Ариф Вирани, Христя Фриланд и Иван Бейкер во время встречи с избирателями в филиале Общественной службы украинцев Канады, Торонто

Является вице-президентом депутатской группы «Парламентских друзей Фалуньгун» (англ. Parliamentary Friends of Falun Gong (PFOFG)) и выступает в поддержку Фалуньгун.

## Семья, личная жизнь
Владеет английским, французским, украинским, польским и испанским языками. Прихожанин Украинской грекокатолической церкви. Сестра, Руслана-Александра Вжесневская  — вице-президент Канадско-украинского фонда (Canada Ukraine Foundation).

## Награды
- Орден князя Ярослава Мудрого IV степени (23 августа 2022, Украина) — за значительные личные заслуги в укреплении межгосударственного сотрудничества, поддержку государственного суверенитета и территориальной целостности Украины, весомый вклад в популяризацию Украинского государства в мире[6].
- Орден князя Ярослава Мудрого V степени (17 августа 2006, Украина) — за весомый личный вклад в укрепление международного авторитета Украины, популяризацию исторических и современных достижений украинского народа, активное участие в жизни зарубежной украинской общины[7].
- Юбилейная медаль «25 лет независимости Украины» (22 августа 2016, Украина) — за весомый личный вклад в укрепление международного авторитета Украинского государства, популяризацию ее исторического наследия и современных достижений и по случаю 25-й годовщины независимости Украины[8].
- Кавалер ордена Заслуг перед Республикой Польша (2015, Польша)[9].
- Шевченковская медаль Конгресса Украинских Канады (КУК) (2010).
- Знак «За заслуги перед крымскотатарским народом» (2019)[10].

## Ссылка
- Давайте вместе обеспечим победу для украинского общества в Канаде!
- Руслана Вжесневская из Канады и Емельян Антонович из Америки стали лауреатами премии имени Евгения Чикаленко // Крещатик, 8/06/2005
- Данные по кандидатам в избирательном округе Etobicoke Lakeshore Center
- Borys Wrzesnewskyj. Liberal candidate in Etobicoke Centre. Предвыборный сайт 2015 г..
- Иван Юзич. Вслед выборам в Канаде // Zbruch, 25.10.2015